# HTC TyTN II
HTC TyTN II (P4550/Kaiser) — коммуникатор на базе Windows Mobile 6 с QWERTY-клавиатурой, производства тайваньской фирмы HTC.
Модель вышла в продажу в третьей четверти 2007 года, и заслужила множество положительных отзывов за большое количество функций, в том числе поддержку мультимедийного содержимого, GPS-навигацию, 3.75G/HSDPA, видеозвонки и удобство загрузки и установки приложений.

## Преимущества
HTC TyTN II имеет слайдерную 41-клавишную QWERTY-клавиатуру, колесо прокрутки, и 2,8-дюймовый сенсорный LCD-экран.
Поддерживает Wi-Fi, скоростной беспроводный доступ в интернет (HSUPA, трёхчастотный HSDPA, четырёхчастотный EDGE), Bluetooth и интегрированный GPS.
Существует возможность установки различных программ других разработчиков.

## Версии
Существуют 4 основные версии устройства:
- KAIS100 — без камеры
- KAIS110 — 3.0 мегапиксельная камера с автофокусом на задней панели
- KAIS120 — 3.0 мегапиксельная камера с автофокусом на задней панели, и VGA-камера на передней панели для видеозвонков
- KAIS130 — аналогична предыдущей, но с кастомизированной передней панелью, продаётся компанией T-Mobile как Vario III

Коммуникатор также выпускается в брендированных вариантах:
- AT&T Tilt
- KPN HTC TyTN II (Нидерланды)
- Optus HTC TyTN II (Австралия)
- Orange HTC TyTN II (Великобритания)
- SFR v1615 (Франция)
- Swisscom XPA v1615 (Швейцария)
- T-Mobile MDA Vario III (Австрия, Германия, Великобритания, Нидерланды, Польша)
- O2 Xda Stellar
- Vodafone v1615 (Великобритания, Нидерланды)
- Vodafone VPA Compact V
- Emobile Emonster S11HT

## Технические характеристики
По информации руководства пользователя.
- Производитель: HTC
- Тип: Смартфон / КПК
- Связь
  - Четырёхчастотный GSM / GPRS / EDGE: GSM 850, GSM-900, GSM-1800, GSM 1900
- Коммуникации: Wi-Fi 802.11b/g, Bluetooth 2.0 + EDR с A2DP, A-GPS и GPS, USB 2.0
- GPS: Qualcomm
- Процессор: 400 МГц Qualcomm 7200 (двойной процессор, интегрирующий компоненты 2 и 3-мерного графического ускорителя Imageon; отсутствуют графические драйвера для ускорителя под Windows Mobile, поэтому в реальности используется только основной процессор)
- Операционная система: Windows Mobile 6
- Камеры: 3.0 (2048x1536) Мпикс. фото/видеокамера с автофокусом. VGA-камера для видеоконференций. Камеры отсутствуют в некоторых модификациях.
- Оперативная память: 128 МБ RAM, 256 МБ флеш
- Карты памяти: SDIO, microSD, microSDHC[2][3] 4 ГБ и выше, TransFlash
- Экран: 240x320, 2.8" (42 x 57 мм) TFT-LCD
- Вес: 190 г
- Размер: 112 мм (длина) x 59 мм (ширина) x 19 мм (высота)
- Батарея: Li-Ion 1350 мАч
- Добавочные программы: HTC Home, навигационное ПО TomTom

## Проблемы с видеодрайвером
Через некоторое время после поступления устройства в продажу, пользователи и обозреватели отметили крайне неудовлетворительную работу графики. Это выражалось и в «подвисании» интерфейса, и в частом пропуске кадров как при проигрывании видео, так и при работе трёхмерных программ и игр. Учитывая, что коммуникатор работал на базе процессора Qualcomm 7200, можно было ожидать от него высокой графической производительности, однако же по этим параметрам он существенно отставал от других устройств HTC, выпущенных двумя или тремя годами ранее. По состоянию на 9 мая 2008 года, фирма официально не признавала существования этой проблемы, и не выпускала обновлений. Однако, по некоторой информации, обновление всё же готовится, но коснётся только небрендированных КПК.
По сообщению исследовавших проблему участников форума XDA Developers, причина неудовлетворительной работы графики кроется в использовании DirectDraw- и Direct3D-приложениями исключительно программного рендеринга. Аппаратное же ускорение не используется совсем, так как отсутствуют драйвера, необходимые для использования медийного процессора ATI Imageon.
Многие участники этого сообщества высказали недовольство по поводу столь очевидного отсутствия видеодрайвера, который бы позволил использовать аппаратное ускорение, особенно учитывая, что само устройство имеет все необходимые для этого компоненты. Для поднятия интереса и поощрения работы, сообщество начало сбор средств для передачи разработчику, который сможет написать решающий проблему самопальный видеодрайвер. В настоящее время можно загрузить модифицированные операционные системы и прошивки, оптимизирующие систему и позволяющие трёхмерным программам работать более гладко.
Поскольку проблема затронула многие устройства HTC, для привлечения внимания была создана страница коллективного судебного иска против HTC.

## Android на HTC Tytn II
Как и аналогичные устройства HTC на базе Qualcomm MSM7200, HTC Tytn II может работать под управлением ОС Android. Энтузиасты портала XDA-Developers разработали дистрибутивов операционной системы для HTC Tytn II (поддерживаются версии 1.6-2.3). Дистрибутивы позволяют пользоваться всеми функциями коммуникатора, за исключением лицевой камеры и модуля автофокуса: основная камера HTC Tytn II под Android фокусируется вручную при помощи колесика JogDial.

## GPS-совместимость
В отличие от своего предшественника, HTC Hermes, для которого требовалось Bluetooth-соединение с внешним приёмником, HTC TyTN II имеет встроенную GPS-навигацию. GPS может не активироваться, если устройство находится в помещении, или в месте, где какие-то преграды мешают приёму сигнала. Активация GPS необходима для нормальной работы различных функций навигационного программного обеспечения.
По замыслу некоторых операторов, встроенный GPS-приёмник должен был использоваться главным образом с сервисом Telenav, требующим подписки с ежемесячной оплатой, либо пообъёмной платой за загруженные карты. Использование данного сервиса возможно только в районах, где данная услуга доступна, и при условии подключения передачи данных. Однако, пользователи аппарата успешно устанавливали ПО от других разработчиков (Tracky, iGuidance, iGO, TomTom, Garmin Mobile XT, CoPilot Live, Карты Google, Microsoft Live Search для Windows Mobile), не требующее платной подписки. Все данные программы совместимы с GPS-приёмником, при условии правильной настройки коммуникационного порта.

## Использованные материалы
1. ↑  Руководство пользователя TyTN II (недоступная ссылка)
2. ↑  The user manual states SD 2.0 compatibility which is another term for SDHC (4GB and up).
3. ↑  SD Card Association about SDHC Архивировано 13 мая 2008 года.
4. ↑  Artem Lutfullin. Mobile-review.com Review of QWERTY-communicator HTC TyTN II. Дата обращения: 7 декабря 2007. Архивировано из оригинала 12 марта 2012 года.
5. ↑  RPG0 and others. xda-developers Forum - For the people working at HTC. Дата обращения: 7 декабря 2007. Архивировано из оригинала 12 марта 2012 года.
6. ↑  Qualcomm. MSM7200 Chipset Solution. Дата обращения: 7 декабря 2007. Архивировано из оригинала 12 марта 2012 года.
7. ↑  Edward J. R. HTC to release ROM update for HTC TyTN II with improved graphics drivers. Дата обращения: 9 мая 2008. Архивировано из оригинала 11 мая 2008 года.
8. ↑  omikr0n and others. xda-developers Forum - D3D or OpenGL ES hardware acceleration for Qualcomm MSM7200. Дата обращения: 7 декабря 2007. Архивировано из оригинала 12 марта 2012 года.
9. ↑  gthing et all. Kaiser Video Driver Bounty. Дата обращения: 6 января 2008. Архивировано из оригинала 12 марта 2012 года.
10. ↑  HTCClassAction.org — Because HTC dropped the ball, and it’s about time they pick it up! Дата обращения: 9 мая 2022. Архивировано 24 февраля 2022 года.
11. ↑  http://www.htc.com/product/03-product_compare_tytnII&p4350.htm Архивировано 8 октября 2007 года. Comparison of TyTN and TyTN II